# Macrocneme albiventer
Macrocneme albiventer är en fjärilsart som beskrevs av Paul Dognin 1923. Macrocneme albiventer ingår i släktet Macrocneme och familjen björnspinnare. Inga underarter finns listade i Catalogue of Life.